# Гуњани
Гуњани је насељено место у Босни и Херцеговини у општини Крешево. Административно припада Федерацији Босне и Херцеговине, односно њеном Средњобосанском кантону. Према попису становништва из 2013. у насељу је било 33 становника, а већинску популацију чинили су Бошњаци.

## Становништво
По последњем службеном попису становништва из 2013. године у овом насељу живело је 33 становника, а село је било етнички хомогено са већинском бошњачком популацијом.
| Националност | 2013. | 1991.        | 1981.        | 1971.        |
| Бошњаци      | —     | 123 (99,19%) | 150 (99,34%) | 176 (92,15%) |
| Хрвати       | —     | 0            | 0            | 10 (5,23%)   |
| Срби         | —     | 0            | 0            | 5 (2,61%)    |
| остали       | —     | 1 (0,80%)    | 1 (0,66%)    | 0            |
| Укупно       | 33    | 124          | 151          | 191          |